# El tiempo no para
El tiempo no para fue una telenovela argentina producida por Underground y emitida por Canal 9 desde 20 de marzo al 23 de noviembre de 2006. Protagonizada por Valentina Bassi, Antonio Birabent, Belén Blanco, Julieta Cardinali, Luciano Castro, Rafael Ferro, Dolores Fonzi, Julieta Ortega, Walter Quiroz y Gonzalo Valenzuela. También, contó con las actuaciones especiales de Ludovico Di Santo y la primera actriz Nacha Guevara. Y las presentaciones de Federico Amador y Matías Marmorato.

## Trama
Cuenta la historia de un grupo de amigos que se separan y vuelven a reunirse después de cinco años para el funeral de uno de ellos, Martín, quien se suicida no sin antes dejar en una carta los secretos de cada uno de sus amigos y que a medida de los capítulos irán saliendo a la luz.
A partir del suicidio de Martín - quien deja una lista con los nombres de sus amigos de alguna vez: Lola (Dolores Fonzi), Pablo (Walter Quiroz), Julia (Julieta Ortega), Valeria (Valentina Bassi), Nacho (Gonzalo Valenzuela), Bruno (Antonio Birabent), Gonzalo (Luciano Castro) y Matías (Federico Amador) - desata un cambio entre ellos, Martín los vuelve a reunir.
El final de una vida da comienzo a una historia: Lola, hermana melliza de Pablo y éste están a punto de cumplir 30 años. Tres años atrás, Lola decidió irse a vivir a los Estados Unidos. Desde ese momento, cortó casi todo vínculo con sus familiares y amistades. Es en San Francisco donde Lola recibe la noticia de la muerte de su amigo, Martín; si bien había tenido comunicación con él, hacía meses que Martín había dejado de responder. Su regreso a Buenos Aires la obligará a tener que convivir con su Madre, Luna (Nacha Guevara), con quien tiene una difícil relación. Luna siempre funcionó como la Madre de todo el grupo de amigos de Lola, sin embargo con ésta las cosas nunca fueron fáciles.
Uno a uno van llegando a la casa de campo los amigos de Martín, lugar en el cual será enterrado.
En el campo ya está su última novia, Andrea (Julieta Cardinali) que oficia de anfitriona. Es ella la que recibe a los mellizos Lola y Pablo. Lola se reencuentra con Valeria. Andrea tiene en sus brazos a Jazmín, una beba de pocos meses, hija de Valeria y Nacho. Valeria y Nacho son novios desde la adolescencia, todos desconocen los problemas que existen entre ellos, aparte de las infidelidades de Nacho.
Al poco tiempo llega Julia que está casada con Pedro (Rafael Ferro), un exitoso cirujano plástico. Cuando Julia se casó con Pedro, comenzaron a frecuentar a Valeria y Nacho, pero con el nacimiento de su hija, ya no pudieron acompañarlos a todas las salidas. El que más sintió ese vacío fue Pedro, es por eso que cuando aparecen en el entierro Jackie (Belén Blanco) y Gonzalo no duda en acercarse. Ninguno de ellos dos tiene trabajo fijo, con lo cual su situación económica es más que precaria. Jackie es fría y ambiciosa, Gonzalo absolutamente sometido a ella, acepta el juego perverso que le propone que es el de acercarse a Julia y Pedro, especulando con la posibilidad de obtener beneficio.
Llega Matías, exnovio de Pablo y el único hombre al cual Pablo amó de verdad. El reencuentro es cálido y afectuoso. Ahora Pablo está de novio con Lucas (Ludovico Di Santo), un chico de 20 años. El último de los amigos de Martín se hace presente, Bruno. Es abogado y si bien es muy exitoso profesionalmente, ama el campo y secretamente aspira a poder irse a vivir allí. La repentina muerte de Martín lo enfrentará a la insatisfacción que le produce su trabajo. Bruno tuvo una larga relación amorosa con Lola antes de que esta se vaya a Estados Unidos.
Algo perturbador ocurre durante la ceremonia, Lola les entrega una carta que dejó Martín poco antes de matarse. Martín parece hablarle en esa carta como si estuviera frente a ellos. La carta, más que certezas, plantea incertidumbre e interrogantes entre el grupo.
La muerte de Martín y sobre todo esta primera carta (que no será la última, sino que hay una para cada uno de ellos) lanzan a todos a crisis profundas que los harán crecer, cambiar y convertirse en lo que realmente quieren ser.
Tiempo después, tras variados enredos con la hermana desheredada de Martín, Florencia (Lucrecia Blanco), la herencia llega a manos de este grupo de amigos quienes obtienen el dinero por medio de la carta que recibió Bruno y un video que Martín les dejó antes de suicidarse. Sin embargo, accidentalmente, Florencia fallece la noche que el dinero es encontrado tras caerse de un balcón interno del galpón en donde estaba el dinero. Ese hecho quedará en la conciencia de los amigos de Martín, quienes hacen un pacto para enterrar el cuerpo y guardar silencio.
Un año después de la muerte de Florencia, deben intentar evitar una investigación judicial que avanza cada vez más rápido, ya que la herencia que ellos poseen no está "blanqueada" ya que el traspaso de la herencia fue verbal y no por escrito. El grupo se encuentra modificado ya que Nacho se va a vivir a Chile con su nueva pareja (luego de haber engañado a Valeria), Pedro y Julia se separan, Lola y Bruno se mudan juntos a un departamento, dejándole su casa a Julia quien, empobrecida y tras venderle su casa a Valeria, decide retomar sus clases de inglés para sobrevivir. Jackie y Gonzalo viajan a Estados Unidos con la excusa de manejar una empresa de empanadas, ocultando haber estafado a Julia y a Pedro.

## Elenco
- Nacha Guevara como Luna
- Valentina Bassi como Valeria
- Antonio Birabent como Bruno
- Julieta Cardinali como Andrea
- Luciano Castro como Gonzalo
- Rafael Ferro como Pedro
- Dolores Fonzi como Lola
- Julieta Ortega como Julia
- Walter Quiroz como Pablo
- Gonzalo Valenzuela como Ignacio "Nacho"
- Belén Blanco como Jackeline "Jackie"
- Sofia Castiglione como Ana "Anita"
- Pedro Segni como Claudio Villegas
- Ludovico Di Santo como Lucas
- Federico Amador como Matías
- Matías Marmorato como Damián
- Marcela Kloosterboer como Carolina
- Lucrecia Blanco como Florencia Sugásti
- Fabián Vena como Martín Sugásti
- Boy Olmi como Hernán Toledo
- Mirta Busnelli como Liliana Larreta
- Mariano Torre como Flimper
- Silvia Bayle como Irene
- Mirta Wons como Edith
- Alejandro Genes como Ramiro
- Mario Moscoso como El Médico
- Natalia Lobo como Silvina
- Patricio Pepe como Rafael
- Emmanuel Ortega como Nicolás
- Ana María Picchio como Fiscal Guillermina
- Javier Van de Couter como Francisco
- Susana Lanteri como Maria Rosa Borda
- Bárbara Lombardo como Malena
- Roly Serrano como Juan Carlos Prieto
- Martín Pavlovsky como Arnaldo Sucre
- Mariela Castro Balboa como Daniela
- Rodolfo Ranni como Lorenzo
- Jean Pierre Noher como Leopoldo
- Roberto Vallejos como Tesoro
- Coraje Abalos como Abel
- Sandra Ballesteros como Sofia
- Luis Ziembrowski como Alberto
- Edda Bustamante como Karen
- Leonora Balcarce como Guadalupe "Guada"
- Karina Rabolini como Nazarena
- Ramiro Blas como Gabriel
- Maria Ibarreta como Susana
- Eliana Gonzalez como Tamara
- Mariana A. como Ayelén
- Adrián Yospe como Giorgio
- Darío Duncan como Juan
- Gabo Correa como Miguel Chamorro
- Marcelo Alfaro como Juan
- Victoria Achaval como Victoria
- Hugo Álvarez como El Doctor Funes
- Antonio Caride como Julián
- Patricio Arellano como Esteban Tolosa
- Osvaldo Gonzalez como El Doctor Drut
- Emiliano Dionisi como Andrés Villegas
- Yael Bernatan como Sol
- Matías Desiderio como Lucrecio "Cuqui" Pereyra
- Diego Echegoyen como Federico Fabriche
- Nestor Sánchez como Horacio Tonelli
- Hector Sinder como Osvaldo
- Carla Scatarelli como Laura
- Sandra Sandrini como Miriam
- Romina Paula como Soledad
- Luciano Cáceres como Claudio
- Tony Lestingi como Antonio
- Viviana Puerta como Graciela

## Premios

### Nominaciones
- Premios Martín Fierro 2006
  - Mejor telenovela
  - Valentina Bassi, como mejor actriz protagonista de novela.
  - Nacha Guevara, como mejor actriz protagonista de novela.
  - Mirta Busnelli, como mejor participación especial en ficción.
  - Ana María Picchio, como mejor participación especial en ficción.
  - Fabián Vena, como mejor participación especial en ficción.

## Sucesión de tiras diarias deUnderground Contenidos
| Predecesor: Gladiadores de Pompeya | El tiempo no para 2006 | Sucesor: Lalola |

- Datos: Q5826877